# Théorème de réciprocité de Lorentz
En optique physique les problèmes de réciprocité ont une longue histoire qui commence avec la simple réciprocité du parcours d'un faisceau de lumière avec réflexion par Alhazen dans son traité d'optique. Au XIXe siècle Hermann von Helmholtz précise cette loi pour un rayonnement polarisé et un trajet quelconque en 1867. Cette notion de réciprocité en électromagnétisme a été formalisée par Hendrik Lorentz en 1896 à la suite des travaux de Stokes en 1849 et ceux de Rayleigh sur la propagation du son.
En électromagnétisme le théorème de réciprocité de Lorentz porte sur la relation entre un champ électromagnétique et un courant électrique alternatif, relation inchangée si l'on change l'emplacement du courant qui génère le champ et celle où l'on mesure le champ. Cette formulation a été étendue à d'autres aspects, tel le théorème de réciprocité en électricité ou dans le domaine du transfert radiatif.

## Théorème de réciprocité de Lorentz
Supposons une source produisant une densité de courant {\displaystyle \mathbf {J} _{1}} sinusoïdale, de pulsation ω. Cette densité de courant produit un champ électrique {\displaystyle \mathbf {E} _{1}} et un champ magnétique {\displaystyle \mathbf {H} _{1}}. Supposons également une seconde source identique {\displaystyle \mathbf {J} _{2}} produisant les champs {\displaystyle \mathbf {E} _{2}} et {\displaystyle \mathbf {H} _{2}}. Le théorème de réciprocité établit que, sous réserve de conditions caractérisant le milieu données plus loin, pour le volume V de surface {\displaystyle \partial V} de normale locale n la relation suivante est vérifiée :
{\displaystyle \int _{V}\left(\mathbf {J} _{1}\cdot \mathbf {E} _{2}-\mathbf {E} _{1}\cdot \mathbf {J} _{2}\right)\mathrm {d} V=\oint _{\!\!\!\!\partial V}\left(\mathbf {E} _{1}\times \mathbf {H} _{2}-\mathbf {E} _{2}\times \mathbf {H} _{1}\right)\cdot \mathbf {n} \,\mathrm {d} S}
ou, en utilisant le théorème de flux-divergence :
{\displaystyle \mathbf {J} _{1}\cdot \mathbf {E} _{2}-\mathbf {E} _{1}\cdot \mathbf {J} _{2}=\nabla \cdot \left(\mathbf {E} _{1}\times \mathbf {H} _{2}-\mathbf {E} _{2}\times \mathbf {H} _{1}\right)}
Dans le cas particulier où {\displaystyle \mathbf {J} _{1}} and {\displaystyle \mathbf {J} _{2}} sont à support compact et qu'il n'y a pas de terme provenant d'une source à l'infini alors l'intégrale de surface est nulle et :
{\displaystyle \int \mathbf {J} _{1}\cdot \mathbf {E} _{2}\,\mathrm {d} V=\int \mathbf {E} _{1}\cdot \mathbf {J} _{2}\,\mathrm {d} V}
Ce résultat est parfois appelé théorème de réciprocité de Rayleigh-Carson d'après les travaux de Rayleigh sur la propagation du son et ceux de John Renshaw Carson sur l'émission et la réception d'ondes électromagnétiques par une antenne,.
Dans le cas de dipôles ponctuels les intégrales disparaissent.
Un autre cas particulier est obtenue lorsque le volume contient toutes les sources, alors :
{\displaystyle \oint _{\!\!\!\!\partial V}(\mathbf {E} _{1}\times \mathbf {H} _{2})\cdot \mathbf {n} \,\mathrm {d} S=\oint _{\!\!\!\!\partial V}(\mathbf {E} _{2}\times \mathbf {H} _{1})\cdot \mathbf {n} \,\mathrm {d} S}
Le théorème est mis en défaut dans les milieux non-linéaires et les matériaux ayant des propriétés magnéto-optiques ainsi qu'en présence d'un champ magnétique externe.

## Extension aux circuits électriques
Un matériau ohmique est caractérisé par
{\displaystyle \mathbf {J} ^{(e)}={\boldsymbol {\sigma }}\mathbf {E} ^{(e)}}
où la conductivité électrique σ est une matrice 3×3 symétrique et J(e) le courant externe appliqué (le J du paragraphe précédent). Le champ E résultant dans le matériau (le E du paragraphe précédent) est :
{\displaystyle \mathbf {E} =\mathbf {E} ^{(e)}+\mathbf {E} ^{(r)}}
où E(r) est le champ induit.
Alors :
{\displaystyle {\begin{array}{rcl}\int _{V}\left(\mathbf {J} _{1}^{(e)}\cdot \mathbf {E} _{2}^{(r)}-\mathbf {E} _{1}^{(r)}\cdot \mathbf {J} _{2}^{(e)}\right)\mathrm {d} V&=&\int _{V}\left[\sigma \mathbf {E} _{1}^{(e)}\cdot \left(\mathbf {E} _{2}^{(r)}+\mathbf {E} _{2}^{(e)}\right)-\left(\mathbf {E} _{1}^{(r)}+\mathbf {E} _{1}^{(e)}\right)\cdot \sigma \mathbf {E} _{2}^{(e)}\right]\mathrm {d} V\\&=&\int _{V}\left[\mathbf {E} _{1}^{(e)}\cdot \mathbf {J} _{2}-\mathbf {J} _{1}\cdot \mathbf {E} _{2}^{(e)}\right]\mathrm {d} V\end{array}}}
Pour des conducteurs de faible diamètres quasi-unidimensionnels le terme ci-dessus correspond à la différence des produits des tensions appliquées et des courants induits. Dans le cas le théorème de Rayleigh-Carson devient une simple somme :
{\displaystyle \sum _{i}V_{1}^{(i)}I_{2}^{(i)}=\sum _{i}V_{2}^{(i)}I_{1}^{(i)}}
où V et I sont les amplitudes complexes de la tension appliquée et du courant résultant.

## Établissement du théorème
Le théorème peut être démontré en utilisant les équations de Maxwell,,, ou en utilisant les propriétés de l'opérateur {\displaystyle {\mathcal {O}}} qui relie J et E par {\displaystyle \mathbf {J} ={\mathcal {O}}(\mathbf {E} )}. Dans un milieu linéaire cet opérateur s'écrit :
{\displaystyle {\mathcal {O}}={\frac {1}{i\omega }}\left[{\frac {1}{\mu }}\left(\nabla \times \nabla \times \right)-\;\omega ^{2}\varepsilon \right]}
où ε est la permittivité et μ la susceptibilité magnétique, toutes deux tensorielles en général (matrices 3×3 symétriques), scalaires en particulier.
{\displaystyle {\mathcal {O}}} est un opérateur autoadjoint doté du produit intérieur {\displaystyle (\mathbf {F} ,\mathbf {G} )=\int _{V}\mathbf {F} \cdot \mathbf {G} \,\mathrm {d} V} où F et G sont des champs de vecteurs. Cet opérateur vérifie :
{\displaystyle \left[\mathbf {E} _{1},{\mathcal {O}}(\mathbf {E} _{2})\right]=\left[\mathbf {E} _{2},{\mathcal {O}}(\mathbf {E} _{1})\right]}
Soit :
{\displaystyle \left(\mathbf {E} _{1},\mathbf {J} _{2}\right)=\left(\mathbf {E} _{2},\mathbf {J} _{1}\right)}
Cette expression est le théorème de Rayleigh-Carson.
Cette approche permet de généraliser le théorème à tout matériau en disant que la réciprocité s'applique lorsque l'on considère (E1,J1) avec les propriétés (ε,μ) et (E2,J2) avec les propriétés (εT,μT) obtenues par transposition.